# Verjóvskoye (Krasnodar)
Verjóvskoye (del ruso: Верхо́вское) es un seló del distrito de Josta de la unidad municipal de la ciudad-balneario de Sochi del krai de Krasnodar, en el sur de Rusia. Está situado entre la orilla derecha del río Matsesta y la orilla izquierda de su afluente el Tsanyk, 7 km al nordeste de Sochi y 171 km al sureste de Krasnodar. Tenía 184 habitantes en 2010.
Pertenece al ókrug rural Razdolski.